# 그대 있어야 할 자리에
"그대 있어야 할 자리에"(At The Place You Need To Be)는 한국에서 제작된 이상준 감독의 1985년 드라마, 멜로/로맨스 영화이다. 이경실 등이 주연으로 출연하였고 박종구 등이 제작에 참여하였다.

## 출연

### 주연
- 이경실
- 정세혁
- 김정철
- 최경난

### 조연
- 정호대

## 기타
- 조명: 박창호
- 녹음: 유창국